# A volte esplodono
A volte esplodono  (Blowups Happen), tradotto anche coi titoli L'esplosione incombe ed Esplosioni che capitano, è un racconto di fantascienza del 1940 dello scrittore statunitense Robert A. Heinlein.
È una delle due storie in cui Heinlein, basandosi solo su ciò che all'epoca era di pubblico dominio sulla fissione nucleare, anticipa l'effettivo sviluppo della tecnologia nucleare di pochi anni più tardi e i rischi connessi; l'altra storia è Soluzione insoddisfacente che si occupa di un'arma radiologica nucleare, non una bomba atomica.
Fa parte del ciclo della Storia futura.

## Storia editoriale
Blowups Happen fu scritto nel febbraio 1940 e pubblicato nel numero di settembre 1940 della rivista Astounding, prima che qualsiasi reattore nucleare fosse mai stato costruito; per la sua apparizione nell'antologia del 1946 The Best of Science Fiction Heinlein apportò alcune modifiche per descrivere il reale funzionamento di un reattore.
Probabilmente in questa occasione inserì anche i riferimenti a Hiroshima e Nagasaki.
Ne sono state pubblicate diverse traduzioni in italiano, la prima intitolata L'esplosione incombe, nel 1953 in tre puntate in appendice ai numeri 243, 244 e 245 della collana Il Giallo Mondadori, dove quell'anno sono state pubblicate tutte le opere di Heinlein raccolte nell'antologia The Man Who Sold the Moon del 1950.
La traduzione intitolata Esplosioni che capitano di Gabriele Tamburini, è stata pubblicata nel 1971 e nel 1973 nell'antologia I miei mondi, che contiene alcuni dei racconti raccolti in The Worlds of Robert A. Heinlein del 1966.
La traduzione di Giuseppe Lippi intitolata A volte esplodono, è stata pubblicata dalla Mondadori nel 1987 e nel 1998, nell'antologia La storia futura, basata sui testi sistemati da Heinlein, che ha apportato molte lievi modifiche alle opere del ciclo della Storia futura per aggiornarle e migliorarne la coerenza interna, in occasione dell'uscita della raccolta in volume The Past Through Tomorrow del 1967.
Nel 1980 nell'antologia Expanded Universe fu pubblicata la versione originale di Astounding, non modificata; nell'introduzione Heinlein scrisse: "Ora vedo, a causa dell'enorme progresso della tecnica in 33 anni, più errori nella versione del '46 di quanti ne ho trovati nella versione del '40 quando l'ho controllata nel '46".

## Trama
L'idea che aveva Heinlein del funzionamento di un reattore nucleare era un'esplosione a malapena contenuta attraverso strumenti manovrati manualmente da ingegneri.
Il minimo errore umano poteva causare una catastrofe, di conseguenza il personale era sottoposto a una terribile tensione e per questo veniva monitorato da psicologi che avevano l'autorità di rimuovere chiunque dal lavoro, al minimo segno di cedimento psicologico, per evitare che crollando sotto la pressione provocasse un disastro.
Naturalmente il monitoraggio stesso era parte del problema.

## Collegamenti con altre opere dell'autore
Il racconto è tra i primi nella cronologia della Storia futura di Heinlein, il successivo racconto nella sequenza è L'uomo che vendette la Luna.